# مترو

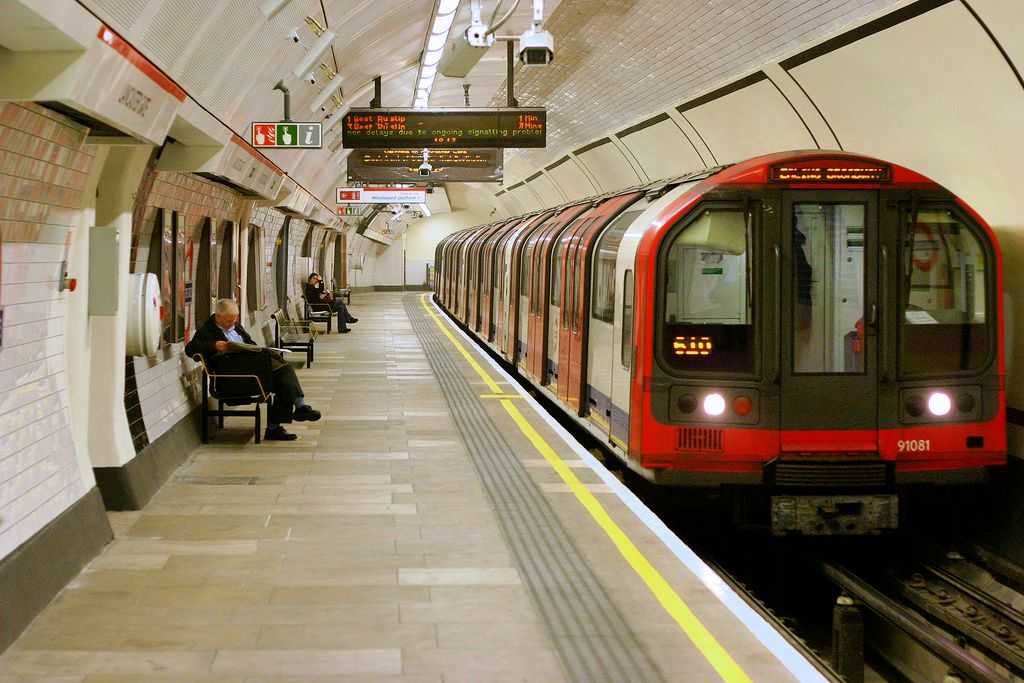
متروی لندن. در انگلیس به این گونه سامانه ترابری اصطاحا و به صورت خلاصه لوله (Tube) یا زیرزمین (Underground) گفته می‌شود.

مترو (به فرانسوی: Métro)، در انگلیسی: Rapid transit, subway) گونه‌ای سامانهٔ ترابری همگانی با گنجایش بالا است که بیشتر در منطقه‌های شهری ایجاد شده‌است. برخلاف اتوبوس یا تراموا، مترو گونه‌ای سامانهٔ ریلی برقی است که در مسیرهای ویژه‌اش کار می‌کند و عابران پیاده یا هیچ وسیلهٔ نقلیهٔ دیگری به این مسیر دسترسی ندارند و بیشتر در تونل‌ها یا ریل‌های مرتفع غیر همسطح حرکت می‌کند.
خدمات مترو نوین معمولاً توسط قطارهای خودکششی الکتریکی ارائه می‌شود که بر روی ریل راه‌آهن حرکت می‌کند، هرچند برخی قطارهای دارای چرخ‌های لاستیکی یا شناور مغناطیسی نیز وجود دارند. ایستگاه‌های مترو معمولاً نسبت به ریل قطار در ارتفاع قرار داشته و فاقد هرگونه پله‌ای به سمت قطار هستند. این سکوها معمولاً نسبت به قطار یک فاصله خالی دارند که برای کاهش این فضای خالی میان سکو و قطار نیاز به ساخت قطارهای سفارشی است. سامانه‌های مترو معمولاً برای حداکثر راحتی و بازدهی با دیگر سامانه‌های ترابری مانند اتوبوس‌ها و تاکسی‌ها تکمیل می‌شوند و معمولاً همگی توسط یک نهاد دولتی یا خصوصی اداره می‌شود.
نخستین متروی جهان راه‌آهن نیمه‌زیرزمینی متروپولیتن بود که در سال ۱۸۶۳ به عنوان یک سامانه ریلی معمولی افتتاح شد و اکنون بخشی از مترو لندن را می‌سازد.
در سال ۲۰۲۱، چین بیشترین شمار سامانه متروی جهان را داشته‌است که شمار آن به ۴۰، و طول آن به بیش از ۴۵۰۰ کیلومتر می‌رسید. همچنین بزرگترین سهم را در درصد گسترش سامانه‌های مترو در جهان در دههٔ گذشته داشته‌است. طولانی‌ترین سامانه متروی تک اپراتور جهان از نظر طول مسیر نیز متروی شانگهای است. بزرگترین متروی جهان از نظر شمار ایستگاه نیز متروی نیویورک سیتی با ۴۷۲ ایستگاه است.زیباترین مترو های جهان با توجه به طراحی و معماری های خاص، در شهر های مختلف جهان از جمله مسکو  و سن پترزبورگ روسیه قرار دارند.

## تاریخچه

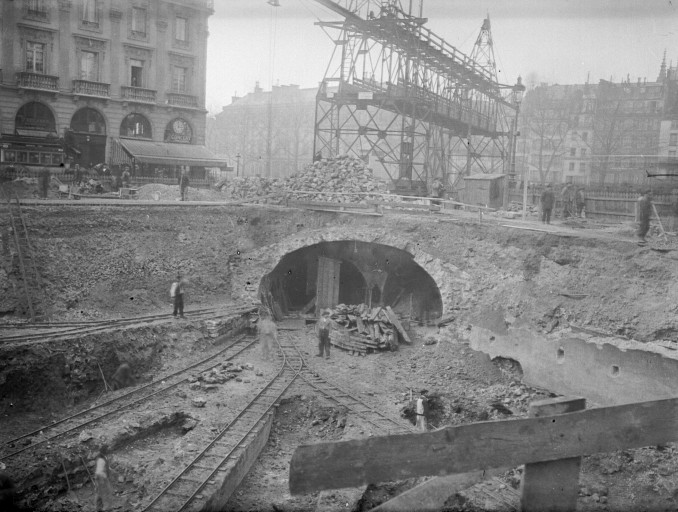
متروی پاریس در حال ساخت حوالی سال ۱۹۰۰ میلادی.

تاریخ مترو در لندن و با افتتاح راه‌آهن متروپولیتن، که اکنون بخشی از مترو لندن است، در سال ۱۸۶۳ آغاز شد. دود لوکوموتیوهای بخار یکی از مشکلات اصلی قطارهایی بود که از درون تونل عبور می‌کردند. نخستین بار در سال ۱۸۶۳ در قطار راه‌آهن شهر و جنوب لندن از کشش الکتریکی برای به حرکت درآوردن قطارهایی که از درون تونل عبور می‌کردند استفاده شد.
در سال ۱۸۹۰، راه‌آهن شهر و جنوب لندن نخستین راه‌آهن ترابری سریع با نیروی کششی برقی بود که کاملاً در زیر زمین قرار داشت. این فناوری به سرعت در سایر شهرهای اروپا، ایالات متحده، آرژانتین و کانادا گسترش یافت، به‌طوری‌که برخی از قطارهای بخار به قطارهای برقی تبدیل شدند و برخی دیگر از همان آغاز به‌صورت برقی طراحی شدند. در زمان وقوع جنگ جهانی اول، شهرهای آتن، برلین، بوستون، بوینس آیرس، بوداپست، گلاسگو، هامبورگ، لیورپول، نیویورک سیتی، پاریس و فیلادلفیا دارای مترو با قطار برقی بودند.